# جوکی فوجیوکا
جوکی فوجیوکا (انگلیسی: Jūkei Fujioka; ۱۹ نوامبر ۱۹۳۳ – ۲۳ ژوئیهٔ ۱۹۹۱) بازیگر اهل ژاپن بود.